# Détecteur Everhart-Thornley
Pour les articles homonymes, voir détecteur.
Le détecteur Everhart-Thornley est un détecteur d'électrons utilisé principalement dans les microscopes électroniques à balayage (MEB). Il a été développé dans les années 1960 par Thomas Eugene Everhart et R.F.M. Thornley à l'université de Cambridge.

## Histoire
En 1960, deux étudiants de Charles Oatley, Thomas Everhart et R.F.M. Thornley, ont eu l'idée, pour améliorer le système de collection utilisé à l'origine par Vladimir Zworykin et qui était constitué d'un écran phosphorescent/photomultiplicateur, d'ajouter un guide de lumière entre cet écran phosphorescent et ce photomultiplicateur. Ce guide permettait un couplage entre le scintillateur et le photomultiplicateur, ce qui améliorait grandement les performances. Inventé il y a plus d'un demi-siècle, ce détecteur est aujourd'hui celui le plus fréquemment utilisé.

## Principe

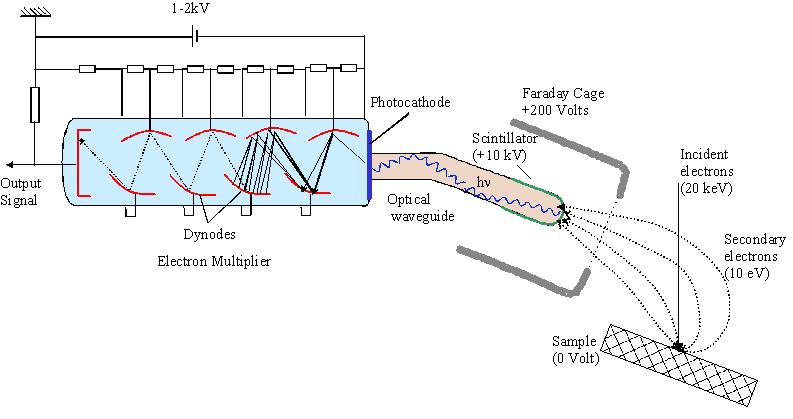
Détecteur Everhart-Thornley

Le détecteur Thornley-Everhart est un détecteur d'électrons secondaires. Il capte les électrons secondaires émis par l'échantillon dans un microscope électronique à balayage sous l'impact des électrons incidents et convertit chaque électron secondaire en plusieurs millions de charges électroniques disponibles en sortie du détecteur.
Un détecteur Everhart-Thornley est composé d'un espace d'accélération qui amplifie l'énergie des ions, d'un scintillateur qui convertit les électrons en photons, d'un guide de lumière qui transporte les photons jusqu'à un photomultiplicateur qui convertit les photons en électrons et multiplie les électrons. La charge électrique présente en sortie est ensuite détectée par un amplificateur électronique.
Le scintillateur est porté à une tension de plusieurs kilovolts par rapport à une sorte de cage de Faraday dont le potentiel est proche de celui de l'échantillon de façon que les électrons incidents ne soient pas trop perturbés. Dans le fonctionnement normal, la cage de Faraday est polarisée à quelque +200 volts par rapport à l'échantillon de façon à créer à la surface de l'échantillon un champ électrique suffisant pour drainer les électrons secondaires. Une grille permet aux électrons secondaires de pénétrer dans l'espace d'accélération qui amplifie l'énergie des électrons d'un facteur 50. Ce mode de fonctionnement n'est pas possible dans un MEB à faible vide étant donné que le potentiel du scintillateur ioniserait l'atmosphère de la chambre d'observation.
À l'entrée du guide de lumière, le scintillateur, qui convertit les électrons en photons met en jeu la scintillation qui est un phénomène de fluorescence. À la sortie du guide de lumière, la conversion des photons en électrons est assurée par une photocathode mettant en jeu l'effet photoélectrique.

## Fonctionnement en tension positive

Détecteur Everhart-Thornley avec une tension positive

Sous une tension positive pouvant atteindre 250 volts (voir schéma à droite), la cage de Faraday attire avec beaucoup d'efficacité les électrons secondaires provenant de l'échantillon. Ce n'est pas seulement vrai pour les électrons provenant de l'échantillon mais également pour les électrons provenant de la chambre elle-même. C'est parce que le champ électrique généré par la cage de Faraday est fortement dissymétrique qu'on peut obtenir un effet de relief.

## Fonctionnement en tension négative

Détecteur Everhart-Thornley avec une tension négative

Lorsque le détecteur est utilisé avec une tension négative pouvant aller jusqu'à - 50 volts (voir schéma à gauche), le détecteur est capable de rejeter jusqu'à 90 % des électrons secondaires car leur énergie est souvent inférieure à 10 eV. Le détecteur Everhart-Thornley devient donc dans ce cas-là un détecteur d'électrons rétrodiffusés.
La plupart des détecteurs détectent des électrons avec une énergie de 10 à 15 keV. C'est dans cet ordre de grandeur d'énergies que l'on retrouve les électrons rétrodiffusés mais pas les électrons secondaires.